# Покровский собор на Рогожском кладбище
Собор Покрова Пресвятой Богородицы на Рогожском кладбище (Покровский собор) — главный храм Русской православной старообрядческой церкви и кафедральный собор её Московской епархии, расположенный в Москве, в Рогожской слободе. Объект культурного наследия федерального значения.
До восстановления в 1990-х годах храма Христа Спасителя был самым обширным из действующих московских храмов.

## История
Во время чумы 1771 года московские кладбища были вынесены за тогдашнюю черту города — Камер-Коллежский вал. Рядом с Рогожской заставой возникло старообрядческое кладбище, а затем и посёлок при ней. Через 20 лет у обитателей поселения возникло желание построить собственную церковь. Проект здания был заказан у Матвея Фёдоровича Казакова, по планам которого предполагалось возвести большую церковь в стиле классицизма. Было получено разрешение у московских властей, и в 1791 году состоялась закладка здания, однако далее возникли проблемы.
Старообрядцы Санкт-Петербурга также обратились с ходатайством о разрешении строительства ими церкви, чему воспротивился митрополит Санкт-Петербургский Гавриил (Петров). Строительство храма в столице он запретил, а по поводу церкви в Москве, для которой уже успели возвести стены, он обратился с ходатайством к императрице Екатерине II, в котором писал:

Начали строить церковь, превышающую пространством и огромностью Успенский собор: он длиной 17, а шириной 12 саженей, а их церковь длиной 25, шириной 15 саженей, — чтобы огромностью сего храма унижать первую в России церковь в мыслях простого народа, а особливо в преклонных к расколу усилить к ним уважение.

После этого императрица приказала московскому генерал-губернатору Прозоровскому разобраться с ситуацией. В итоге проект здания был скорректирован — ликвидирована алтарная апсида, уменьшен в размерах церковный шпиль, а вместо пятиглавого собора был построен одноглавый.
7 июля 1856 года по доносу митрополита Филарета алтари церквей на Рогожском кладбище были опечатаны. Распечатаны они были только в апреле 1905 года, и этот день до сих пор отмечается старообрядцами как праздник. В честь распечатания алтарей была построена колокольня во имя Воскресения Христова. В 80-х годах XIX века в здании некоторое время функционировала временная церковь Козьмы Солдатенкова.
В 1929 году церковь предполагалось закрыть, однако это так и не было реализовано. Храм оставался действующим всю советскую эпоху.

## Описание
Здание в классическом стиле. Имеет три портала — западный (вход), южный и северный. Апсиды у церкви нет. В храме есть два придела: северный — Николы Чудотворца, южный — Сергия Радонежского.
Внутри здания находилась большая коллекция икон древнего письма и церковных облачений. Освящённый собор 19-22 октября 2004 года постановил «признать ризницу Покровского кафедрального собора уникальным хранилищем культурно-исторического достояния старообрядческой Церкви и провести мероприятия для сохранения церковных древностей».

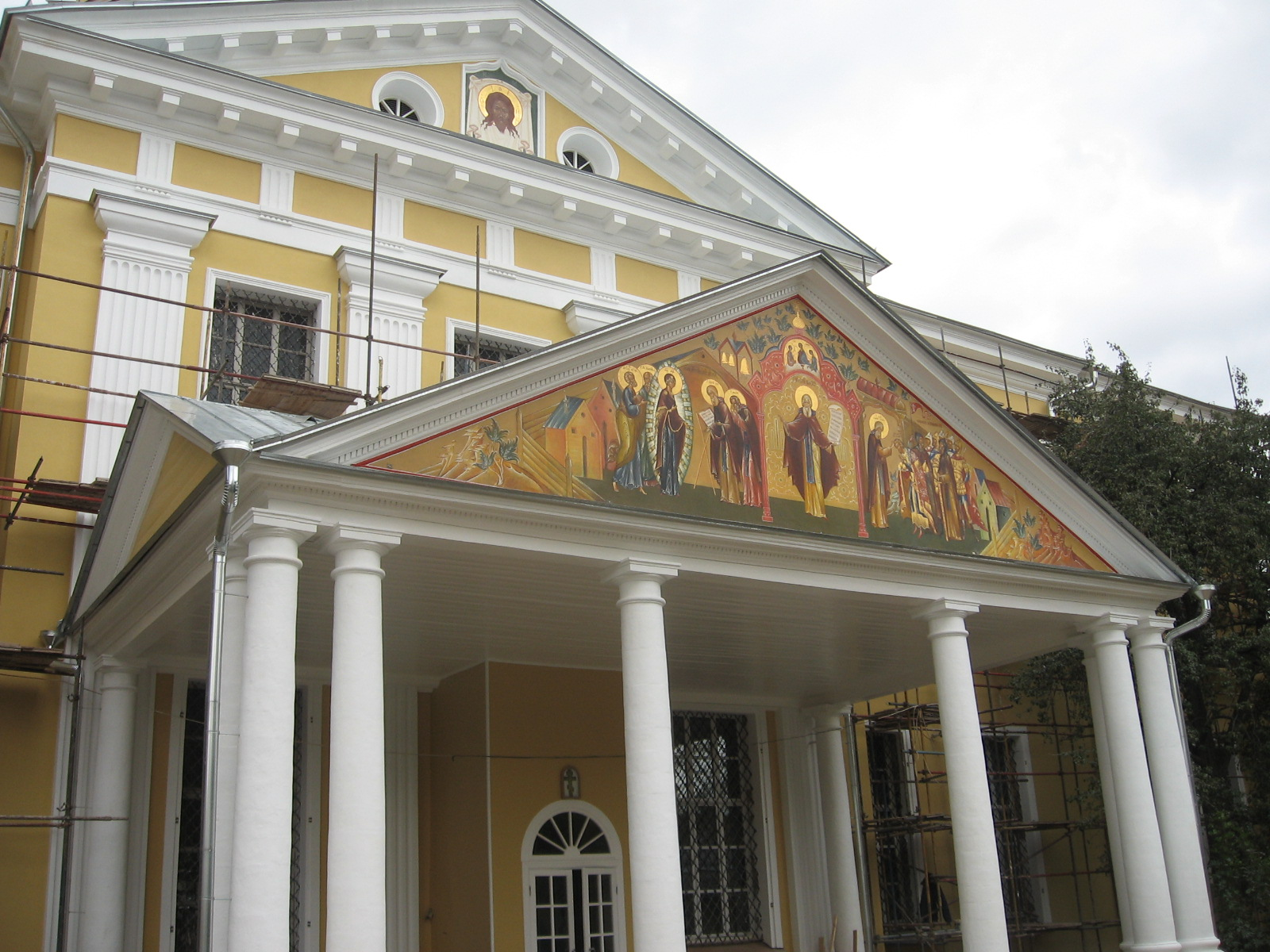
Вид южного портала
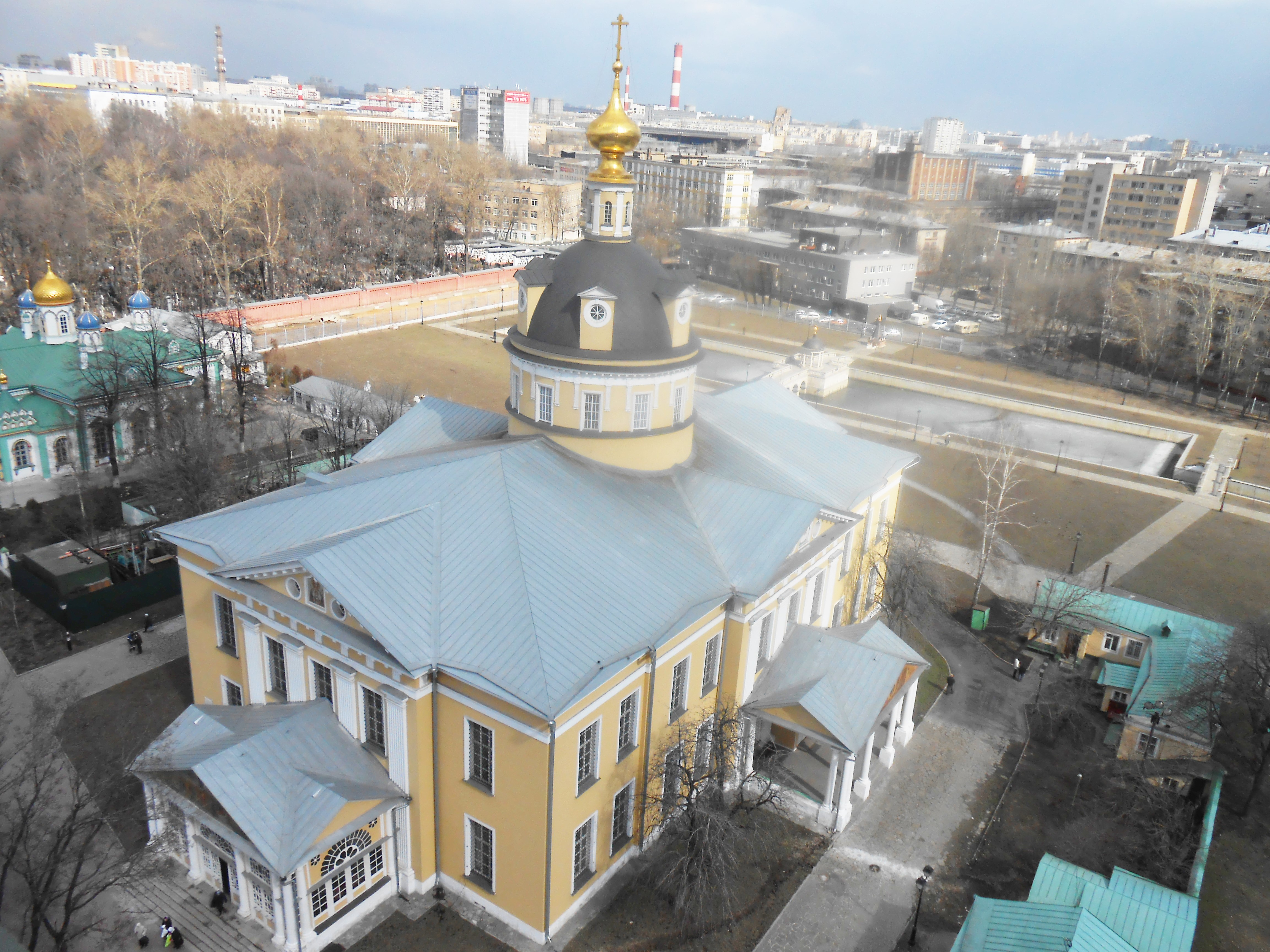
Вид с Рогожской колокольни
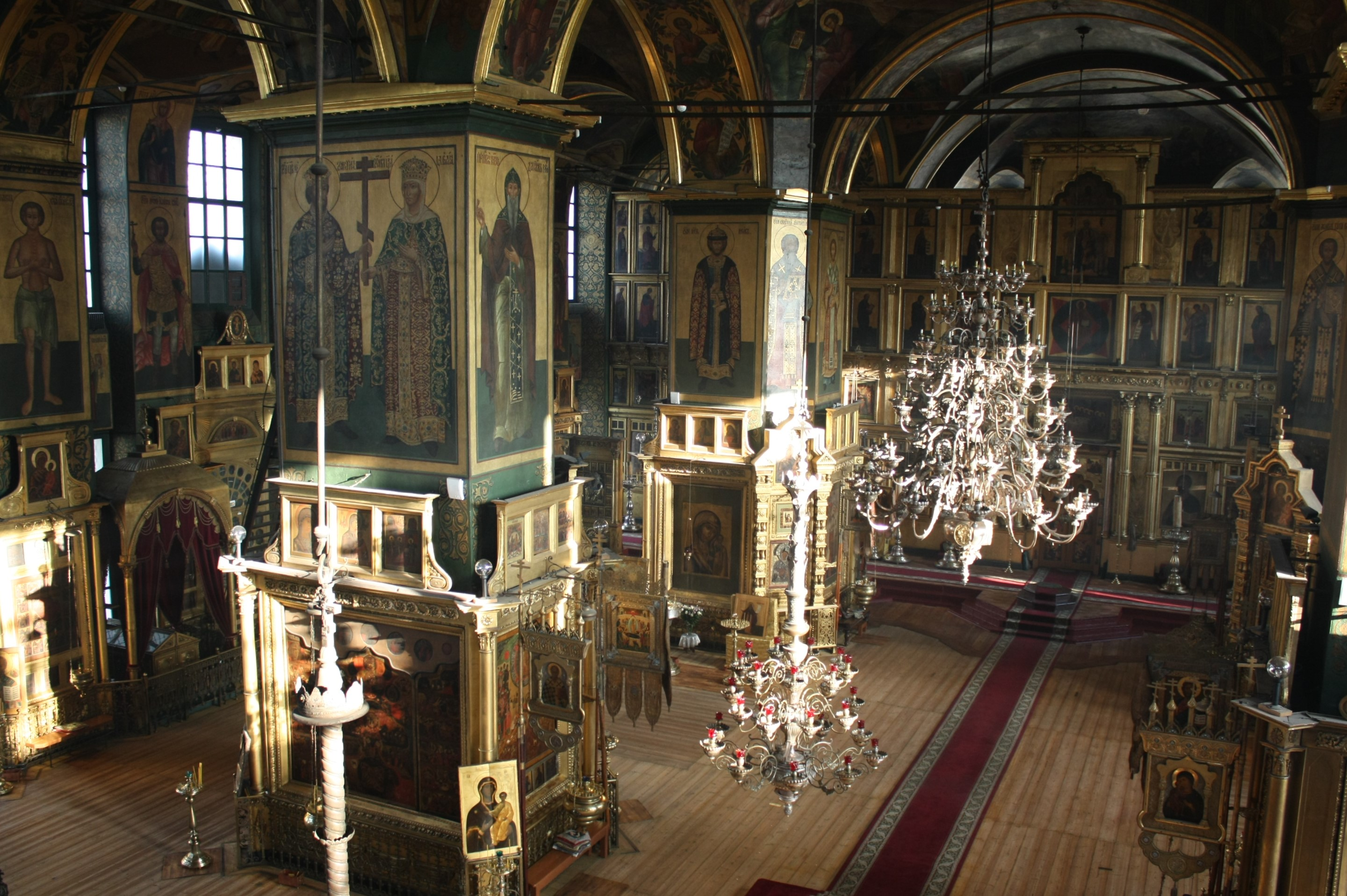
Внутреннее убранство